# Foucaucourt-Hors-Nesle
Foucaucourt-Hors-Nesle – miejscowość i gmina we Francji, w regionie Hauts-de-France, w departamencie Somma.
Według danych na rok 2011 gminę zamieszkiwało 69 osób, a gęstość zaludnienia wynosiła 23 osoby/km² (wśród 2293 gmin Pikardii Foucaucourt-Hors-Nesle plasuje się na 916. miejscu pod względem liczby ludności, natomiast pod względem powierzchni na miejscu 1064.).